# 951년

## 연호
- 후한(後漢) 건우(乾祐) 4년
- 후주(後周) 광순(廣順) 원년
- 요(遼) 천록(天祿) 5년 / 응력(應曆) 원년
- 고려(高麗) 광덕(光德) 3년
- 일본(日本) 덴랴쿠(天暦) 5년
- 남한(南漢) 건화(乾和) 9년
- 후촉(後蜀) 광정(廣政) 14년
- 남당(南唐) 보대(保大) 9년

## 기년
- 후주(後周) 태조(太祖) 원년
- 요(遼) 세종(世宗) 5년 / 목종(穆宗) 원년
- 고려(高麗) 광종(光宗) 2년

## 사건
- 나시쓰보노고닌(일본어: 梨壺の五人, 이호5인)이 소집되다.

## 사망
정혜왕후 유씨